# Haifa Wehbe
Haifa Mohammed Wehbe (Arabisch: هيفاء وهبي Hayfāʼ Wahbī; Mahrouna, 10 maart 1972) is een Libanese zangeres en actrice.

## Biografie
Wehbe werd geboren in Mahrouna, een kleine stad in het zuiden van Libanon. Haar vader Mohammed Wehbe is een sjiitische Libanees, terwijl haar moeder Sayeda Abdelaziz Ibrahim van Egyptische afkomst is. Wehbe verhuisde als kind naar Beiroet. Op zestienjarige leeftijd won Wehbe de schoonheidswedstrijd Miss South Lebanon en bereikte in 1995 de finale van de landelijke missverkiezing Miss Lebanon. Haifa werd echter gediskwalificeerd nadat de organisatie ontdekte dat ze getrouwd was geweest en een kind had.

## Persoonlijk
Wehbe trouwde begin jaren negentig met haar neef Nasr Fayyad en reisde met hem mee naar Nigeria, waar hij destijds werkte. Tijdens haar zwangerschap keerde ze terug naar Libanon en scheidde zich van Fayyad, met wie ze in 1993 een dochter kreeg, Zeinab Fayyad.
Op 25 juni 2007 overleefde Wehbe een ongeluk tijdens het filmen van een videoclip voor het nummer "Hasa Ma Bena" in Libanon. In de video zou een eenmotorig vliegtuig Wehbe achtervolgen terwijl ze in een auto reed. Het vliegtuig raakte echter per ongeluk de auto, waardoor de voorruit van de cabriolet waarin ze reed losliep. Ondanks de ernst van het ongeval liep Wehbe slechts kleine snijwonden en kneuzingen op.
Op 24 april 2009 trouwde Wehbe in Beiroet met de Egyptische zakenman Ahmed Abou Hashima. De gasten die aanwezig waren op het huwelijksfeest waren onder andere: zangeres Anastacia, Carmen Electra, Sean Combs, Googoosh, Nawal El Zoghbi, Najwa Karam, Ragheb Alama en Sherine. In 2012 maakte Wehbe de scheiding met Hashima bekend.

## Discografie

### Studioalbums
- Houwa Al Zaman (2002)
- Baddi Aech (2005)
- Farashet El Wadi (2006)
- Habibi Ana (2008)
- Baby Haifa (2010)
- Malikat Jamal Al Kawn (2012)
- Hawwa (2018)

### Singles
- 80 Million Ehsas
- Enta Tany
- Yama Layali
- Breathing You In
- Habibi ft. Ne-Yo
- ma teegi nor2os
- Ahdam Khabrieya
- Touta[8]

## Filmografie

### Films
- Sea of Stars (2008)
- Dokkan Shehata (2011)
- Halawet Rouh (2014)
- Khair and Baraka (2017)
- Renegades of Europe (2020)

### Series
- Kalam Ala Warak (2014)
- Mawlid wa Sahibuh Ghayb (2015)
- Maryam (2015)
- Al Herbaya (2017)[9]
- Lanaat Karma (2018)